# Center Point (Alabama)
Center Point város az USA Alabama államában, Jefferson megyében. Lakosainak száma 16 406 fő (2020. április 1.).

## Népesség
A település népességének változása:

| 2010 | 16 921 |
| 2020 | 16 406 |